# Федр (байкар)
Федр — (20 до н. е. або 15 рік до н. е., Пієрія, Македонія — 70 рік н. е.) — давньоримський поет, байкар давньогрецького походження.

## Життєпис
Федр народився в області Пієрія у Македонії. Був греком за походженням. Змалку став рабом. За яких обставин це трапилося невідомо. Незабаром він потрапляє до Риму. Тут Федр здобув освіту. Проте вона була досить загальною та поверхневою. За наказом імператора Августа його було відпущено на волю.
Після цього він був шкільним вчителем-граматиком. Знайомиться з ідеями стоїцизму, прихильником якого стає. Тоді ж став складати байки. За часи правління імператора Тіберія Федр у своїх байках виступав з критикою володаря та його можновладця Сеяна. За це зазнав утисків та вирушив у вигнання з Риму. Після страти Сеяна у 31 році повертається до Риму, де продовжує свою літературну діяльність. Він знаходить меценатів серед заможних та впливових римлян — це Евтіх, Партикулон, Філет. Їм Федр присвячує свої байки.
До кінця життя Федр продовжував працювати із створення байок та жити у Римі. Проте щодо деталей його життя у цей період нічого невідомо. Помер Федр ймовірно у Римі.

## Творчість
Писав Федр латиною. Спочатку Федр у складанні байок наслідував Езопа, але поступово виробив власний стиль. Темами байок Федра були політичні події та діячі, соціальні негаразди. Він у похмурих барвах змальовує сучасний йому світ. Особливою темою стають особисті вади людини.
Байки Федра відрізняють жанровою новизною, повчальністю, дидактизмом. Стиль Федра схематичний, стислий, абстрактний. Використовував 6-стопний ямб. Основні персонажі — це тварини. Але є й люди та боги.
Всього Федром складено близько 150 байок.
Федр усвідомлює тісний зв'язок з езопівською традицією: часто згадує ім'я Езопа і навіть робить його дійовою особою десяти своїх байок. Утім, дослідники відзначають поступову еволюцію у його ставленні до Езопа. Якщо спочатку Федр усвідомлює себе лише поетичним інтерпретатором Езопових байок, то вже в другій книзі оголошує про намір позмагатися зі славетним грецьким попередником. Відчувається, що у Федра визріває передчуття перемоги у цьому змаганні. Так, у п'ятій книзі він уже не вагаючись каже про свою незалежність від Езопа і про власний внесок у розвиток байки. М. Гаспаров зробив підрахунки на доказ твердження Федра: із 116 байок Федра приблизно третина (36 байок) мають паралелі з Езопом. Однак показовим є їхній розподіл: у першій книзі Федра із 31 байки езопівське коріння мають 17; у другій книзі з 8 байок — дві; у третій книзі з 19 байок — одна; у четвертій книзі з 22 байок — 11; у п'ятій з 10 байок — жодної. Цей аналіз свідчить про те, що з плином часу Федр і справді дедалі менше залежав від зразків езопівської творчості. Певний вплив на Федра справив також і Горацій. Це виявилося в орієнтації Федра на автобіографічні оповісті Горація, на гораціанську оповідну легкість, а також у культивуванні окремих мотивів, запозиченні слів і словосполучень, характерних для творчості Горація.
Прикметно, що у Федра менше байок про тварин і більше байок про людей, відтак у його творах не так виразно помітні риси баєчного жанру. Прикметним явищем є також особлива увага Федра до моралі байки. Він ставиться до неї як до найважливішої частини твору, яка іноді навіть починає витісняти власне фабульний компонент: опис дії зводиться до мінімуму, мораль же, навпаки, розширюється, захоплюючи жвавістю і пристрасністю викладу. Нерідко автор вкладає її в уста одного з персонажів байки. А іноді сентенційні висловлювання виголошують історичні чи псевдоісторичні особи (Езоп, Сократ та ін.). У деяких творах Федра розповідної частини майже немає, і байка перетворюється на простий монолог, присвячений морально-етичній проблематиці. І водночас цей монолог нагадує античну діатрибу, жанр, що розвинувся із сократівської бесіди, поєднуючи, таким чином, безпосереднє звернення до слухача та обмін з ним уявними репліками. Прийоми діатриби у своїх сатирах талановито використав Горацій, тож Федр, мабуть, засвоїв їх саме завдяки творчості Горація. Врешті, він створив жанр байки, яка, по суті, є своєрідною моралістичною діатрибою.
Розвиваючи моралістичний аспект байки, Федр досягнув значного багатства ідейного змісту своїх творів. Байки Федра відтворюють недосконалість світу. Найчастіше він підкреслює жорстокість і насильство, що панують навколо («Вовк і ягня», «Жаби проти сонця» й ін.). Федр неприязно ставиться до можновладців та багачів, які зловживають своєю могутністю, привласнюють плоди чужої праці («Бджоли і трутні перед судом оси», «Вовк і журавель» та ін.). Багато байок Федра мають виразне історичне забарвлення і є, по суті, сатирою на режим і дійсність імператорського Риму. Федр відверто співчуває пригнобленим рабам.
Проте, співчуваючи важкому рабському становищу, Федр застерігає рабів від повстання проти існуючого устрою. Він радше сповідує смиренність і намагання пристосуватися до свого становища, докоряючи рабовласникам і закликаючи їх отямитися, усвідомити можливу помсту пригноблених («Півень і коти-носії», «Лисиця і журавель» та ін.). Федр симпатизує не лише рабам, а й усьому простому людові. Він показує, що бідні, безправні люди чи не найбільше страждають від політичних конфліктів, запеклої боротьби за владу.
У деяких байках можна вловити натяк на конкретні історичні події. Приміром, байка «Жаби, що просять собі царя» пов'язана зі зміною правління Августа і Тіберія, байка «Жаби проти сонця» спрямована проти можливого шлюбу Сеяна з удовою Друза, брата Тіберія. У багатьох байках вгадуються події автобіографічного значення, а також принципова оцінка власного суспільного становища, у тому числі й розуміння творчих заслуг. Так, у байці «Старий пес, кабан і мисливець» Федр уподібнює себе в старості до мисливського пса, втомленого доблесно прожитим життям. У байці «Півень і перлина» байкар нарікає на брак гідного товариства і належного розуміння його творчості. У байці «Стариця й амфора» висловлює надію на нові здобутки, попри похилий вік. А прихильність до жанру байки Федр пояснює своїм соціальним становищем, а також небезпеками сучасності, яка змушує поета вдаватися до іносказання: Тепер же розповім я про походження
Байок дотепних. Рабське упослідження, Яке не сміло мовити без остраху, У байочках свої жалі засвідчило, Сховавшись за умовністю і жартами.
А я ще далі протоптав цю стежечку, Примножив хистом цю печальну спадщину, Згадавши у байках і власні злигодні.
(Переказ Г. Безкоровайного)
В епоху Федра майже всі грецькі жанри були засвоєні римською літературою, тільки байка залишалася осторонь. Відтак Федр заповзявся створити римський еквівалент грецької байки. Передусім, намагаючись додати жанрові піднесеності, Федр відмовився від прозового викладу і звернувся до поезії, узявши за основу ямбічний триметр, розмір доволі гнучкий, придатний для будь-якого матеріалу. У стилі своєї байки Федр зберіг прагнення до стислості, лаконізму, він уникає зайвої деталізації та підкресленої поетизації, прагне бути влучним і точним. Дбаючи про мораль байки, значно розширивши та збагативши її, Федр був змушений подбати і про розширення кола баєчних сюжетів. Чимало історій він створив самостійно, деякі запозичив із попередньої традиції. Збірки Федра вирізнялися строкатістю, різноманітністю сюжетів, проте їх об'єднувала спільність моралістичних настанов, єдність авторської особистої інтонації. Федр прагне виконувати роль філософського проповідника, народного наставника. Найближчим для нього є стоїчний ідеал: стоїчне розуміння долі, висока оцінка свободи, незалежності, здатності до самообмеження і т. д. Досягнення Федра у жанрі байки створили йому репутацію творця байки як самостійного літературного жанру. До Федра байка існувала переважно в таких формах: як фрагмент, що виконує роль аргументу, у складі твору іншого жанру, або ж як навчальний матеріал для риторичних вправ. Аналізуючи цю ситуацію, Гаспаров писав: «У першому випадку байки зазнавали художньої обробки, але не мали жанрової самостійності; у другому випадку вони мали жанрову самостійність, але обходилися без художньої обробки. У творчості Федра і Бабрія ці два аспекти збіглися: була створена антична літературна байка».

## Вплив на світову літературу
Бабрій був найближчим послідовником Федра. Можливо, він прийшов у літературу ще за життя Федра. Бабрій, у свою чергу, звернувся до обробки багатьох федрівських сюжетів, вдосконаливши художній аспект байки. При цьому, на відміну від Федра, він зосередив свою увагу на розповідному компоненті байки, посиливши таким робом її розважальне звучання. Від Федра, через Бабрія, почався розвиток байки аж до Ґ. Е. Лессінга, Ж. де Лафонтена, І. Крилова, Л. Глібова і т. д.

### В українській культурі
В Україні до сюжетів Федрових байок почали звертатися із середини XVIII ст. (Григорій Сковорода), у XIX ст. їх переказували Левко Боровиковський, Євген Гребінка, Леонід Глібов та ін. Численні сюжети Федра використав Іван Франко. Перше повне україномовне видання байок Федра вийшло друком у 1986 р. у перекладі Володимира Литвинова.